# Sesso (biologia)

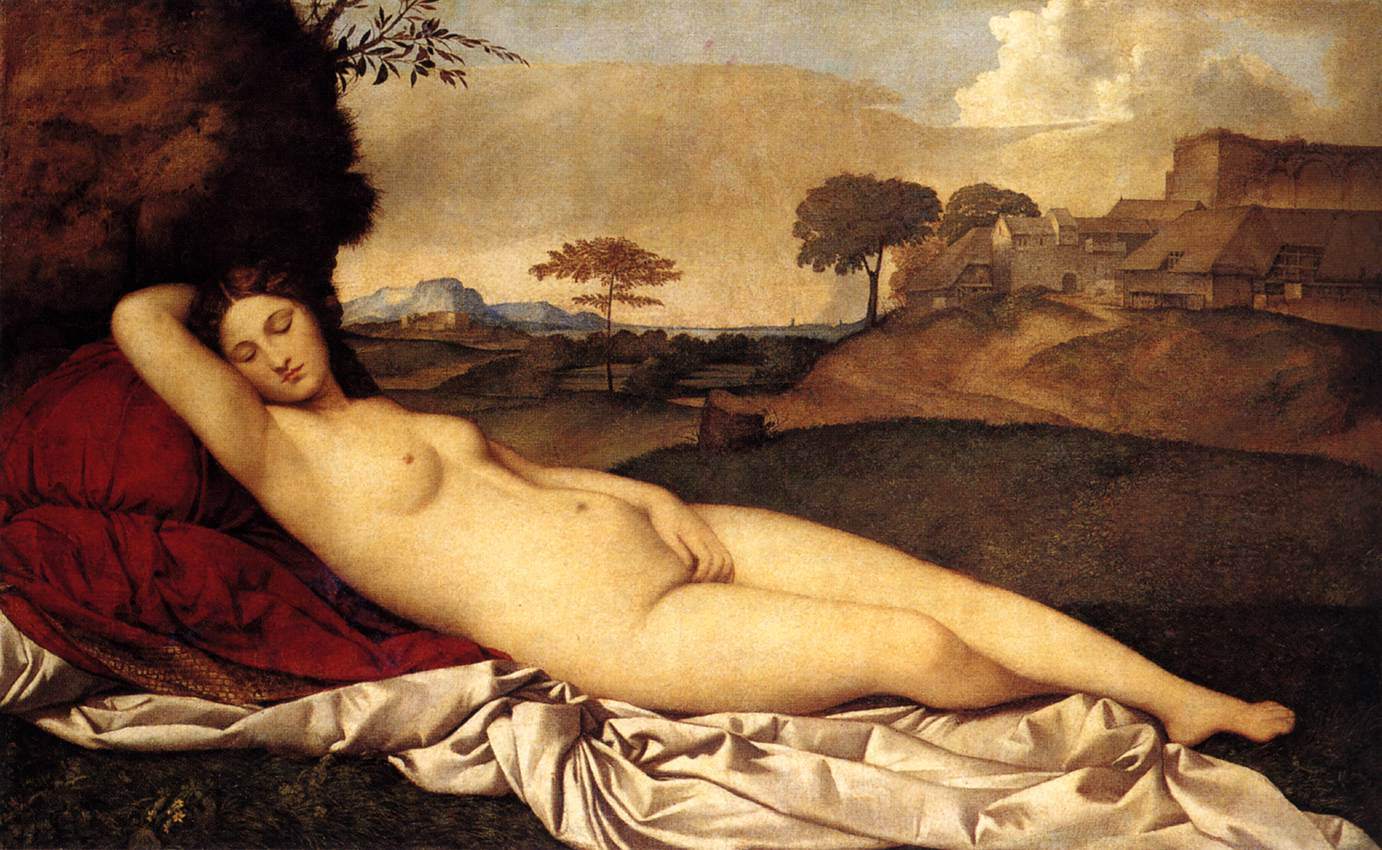
La Venere dormiente, tela raffigurante un essere umano di sesso femminile

In biologia, il sesso (dal latino  sexum, ovvero diviso, separato, a significare la distinzione) è il complesso dei caratteri anatomici, morfologici e fisiologici che determinano e distinguono tra gli organismi di una stessa specie gli individui femmine e maschi. La sua funzione biologica è la riproduzione (riproduzione sessuata) sia di organismi animali sia vegetali.
In antropologia e nelle scienze sociali si preferisce usare il termine genere, che riflette la differenziazione da un punto di vista sociale e non strettamente biologico, mentre in tali ambiti il termine sesso indica piuttosto il complesso delle attività sessuali o della sessualità.

Simbolo femminile. Rappresenta anche il pianeta Venere, ed è il simbolo chimico del Rame.

Lo scudo e la lancia del dio romano Marte, che è anche il simbolo chimico del Ferro, rappresenta il sesso maschile.

La riproduzione sessuata comporta la ricombinazione dei geni mediante meiosi, che porta alla formazione di cellule aploidi specializzate chiamate gameti. Comunemente, nelle piante e negli animali gli organismi maschili producono gameti più piccoli  rispetto a quelli degli organismi femminili (rispettivamente nel mondo animale gli spermatozoi e gli ovuli). Coppie di gameti femminili e maschili si fondono nella fecondazione per formare lo zigote, prima cellula diploide della nuova prole che eredita una selezione dei tratti di ciascun genitore. Convenzionalmente la femmina viene indicata con il simbolo ♀, rappresentazione stilizzata della mano della dea Venere che sorregge uno specchio, mentre il maschio viene rappresentato con il simbolo ♂, rappresentazione stilizzata dello scudo e della lancia del dio romano Marte.
Non necessariamente la riproduzione sessuata presuppone la presenza di maschio e femmina. Infatti, esistono alcune forme di riproduzione con ricongiungimento di corredi genetici separati, ma con gameti di identico tipo (isogamia), ad esempio in alcune felci a spore uguali (isosporee). Alcune specie utilizzano una riproduzione partenogenetica, in cui vi è la produzione solo di ovocitil in grado di svilupparsi senza fecondazione, operando una riproduzione sessuata incompleta.
Il processo che ha portato alla specializzazione della riproduzione sessuata è risultato vincente nella evoluzione della maggior parte dei metazoi.

## I caratteri sessuali
I caratteri sessuali si distinguono in primari e secondari. Si distinguono inoltre caratteri esessuali e caratteri somatosessuali: i primi si riferiscono a secrezione di ormoni sessuali dalle gonadi, mentre i secondi dipendono dai geni sessuali.

### Caratteri sessuali primari
Negli animali le gonadi (ovaio, testicolo e ovotestis) sono caratteri sessuali primari. Quando sia possibile distinguere il genere di un individuo anche senza esaminarne le gonadi si parla di dimorfismo sessuale.
In alcuni casi, nello stesso individuo, possono essere presenti caratteristiche sia maschili sia femminili: questo fenomeno viene detto ermafroditismo e si verifica prevalentemente in alcune piante, in molti platelminti ed in alcuni molluschi. In altri organismi, come ad esempio nella cernia, si ha invece l'inversione sessuale, per la quale l'individuo, ad un dato momento, muta di genere. Nei mammiferi non esistono specie ermafrodite.

### Caratteri sessuali secondari
I caratteri sessuali secondari iniziano a comparire durante la pubertà in seguito a stimolazione ormonale. Essi compaiono prima nelle femmine, più tardi nei maschi. Quando la crescita fisica è completata, il corpo dell'uomo e quello della donna presentano diverse differenze.
- I caratteri maschili sono, per esempio, la crescita dei peli e della barba, il cambio di voce, l'allargamento delle spalle e il rafforzamento dei muscoli, delle ossa e dell'aspetto fisico generale, l'ingrandimento del pene, dei testicoli e della prostata e la comparsa del pomo d'Adamo.
- I caratteri femminili sono, per esempio, la crescita dei peli sul pube e lo sviluppo di una leggera peluria sul corpo, la crescita del seno, l'aumento del diametro trasverso del bacino e l'inizio delle mestruazioni.

## La determinazione
La determinazione del sesso è il processo biologico mediante il quale si definisce il sesso di un organismo, cioè quella funzione per la quale il nuovo nato assume le caratteristiche di uno dei due sessi. Il sesso di un individuo può essere determinato dal patrimonio cromosomico degli organismi genitori o da alleli autosomici, cioè per ereditarietà; in alcuni animali, invece, può esservi influenza di talune condizioni ambientali.
Nei mammiferi e in altri animali si ha una delle coppie di cromosomi, detta eterosomica, differenziata per i due sessi. Per la femmina della specie umana la coppia comprende due cromosomi uguali (XX), nel maschio diseguali (XY). I gameti contengono uno solo di questi cromosomi: l'ovulo un cromosoma X, lo spermatozoo invece un cromosoma X o un cromosoma Y. Per questa ragione il sesso maschile in questi animali viene detto eterogametico, quello femminile omogametico.
L'ovulo può essere fecondato da uno spermatozoo recante il cromosoma X o da uno spermatozoo recante il cromosoma Y, ed è il cariotipo risultante dalla fecondazione dell'ovulo a stabilire il sesso del nascituro. 
Nella femmina dei mammiferi, negli stadi iniziali dello sviluppo uno dei due cromosomi si inattiva (casualmente) per avere gli stessi livelli fisiologici dei geni espressi nel cromosoma X del maschio e viene definito corpo di Barr (effetto Lyon). Il DNA inattivo del cromosoma X è presente sotto forma di eterocromatina.
Negli uccelli il sesso eterogametico è invece quello femminile, con due cromosomi detti Z e W.